# Rectinasus buxtoni
Rectinasus buxtoni är en insektsart som beskrevs av Theobald 1914. Rectinasus buxtoni ingår i släktet Rectinasus och familjen långrörsbladlöss. Inga underarter finns listade i Catalogue of Life.